# IC 4765
IC 4765 ist eine elliptische Galaxie vom Hubble-Typ E im Sternbild Pfau am Südsternhimmel. Sie ist schätzungsweise 197 Millionen Lichtjahre von der Milchstraße entfernt und hat einen Durchmesser von etwa 210.000 Lichtjahren.

In der gleichen Himmelsregion befinden sich auch die Galaxien IC 4764, IC 4766, IC 4767, IC 4769.
Das Objekt wurde am 20. Juli 1901 von DeLisle Stewart entdeckt.